# Gunnbjǫrn Úlfsson
Gunnbjǫrn Úlfsson kráku war ein Wikinger, der vermutlich als erster Europäer den nordamerikanischen Kontinent gesehen hat.

## Leben
Es gibt keine direkte Erzählung über das Leben Gunnbjǫrns, aber er wird an mehreren Stellen in der Landnámabók beiläufig erwähnt. So heißt es, dass er der Sohn von Úlfr kráka Hreiðarsson ist sowie der Bruder von Grímkell Úlfsson, der zur Zeit der Landnahme in Island lebte. Daraus ist abzuleiten, dass Gunnbjǫrn vermutlich aus Norwegen stammte und in den Jahrzehnten um das Jahr 900 lebte. Gunnbjǫrn hatte zudem zwei Söhne namens Gunnsteinn und Halldórr, die ebenfalls Landnehmer in Island waren. Ob Gunnbjǫrn selbst Landnehmer war, ist unbekannt. Er war in einem Sturm westlich von Island abgetrieben worden und hatte dabei Land entdeckt, dass als Gunnbjarnarsker (Gunnbjǫrn-Schäre) bekannt wurde. Sowohl Snæbjǫrn galti als auch Erik der Rote beriefen sich in der zweiten Hälfte des 10. Jahrhunderts auf Gunnbjǫrn, als sie selbst versuchten, dieses Land zu entdecken, das als die Ostküste Grönlands identifiziert wurde. Die Entdeckung war vermutlich in Teilen der damaligen isländischen Bevölkerung öffentlich bekannt, nämlich unter jenen, die in der Heimatgegend von Gunnbjǫrns Söhnen lebten oder mit diesen verwandt oder verschwägert waren. Dies ist für beide genannten Entdecker der Fall.
Zu Ehren Gunnbjǫrns ist der höchste Berg Grönlands, der Gunnbjørn Fjeld (3694 m), benannt.